# Torre del Catalán
La torre del Catalán es una antigua fortificación defensiva situada en el municipio español de Lepe, en la provincia de Huelva. Desde 1985 está declarada como Bien de Interés Cultural.
Se encuentra ubicada sobre uno de los milenarios cabezos que bordean la línea de la costa, a media distancia entre la playa de La Antilla y el puerto de El Terrón. Domina la porción de costa frente a ella y tenía la misión de vigilarla contra la incursión de piratas. Desde su posición se puede observar el paraje natural Marismas del río Piedras y Flecha del Rompido.

## Descripción

### Denominación
Aunque actualmente se la conoce como Torre del Catalán, fue mencionada de forma oficial como Torre de Sierra Bermeja hasta bien entrado el siglo XVIII. El topónimo Sierra Bermeja se debe a la posición de altura del cabezo sobre el que se alza la torre, de color rojizo o bermejo. No obstante, hay constancia del uso de El Catalán para referirse a esa zona en las Ordenanzas Antiguas del siglo XVI conservadas en el Archivo Municipal de Lepe.

### Función
La atalaya albergaba uno o varios vigías, cuya misión era otear el horizonte en busca de piratas berberiscos con tentativa de atacar la costa. En esta situación, avisaría por medio de señales de fuego, durante la noche, y con humos o agitando lienzos blancos, durante el día.
Se construyeron otras torres almenaras situadas por toda la costa onubense, que se encuentran en diferente estado de conservación: desde la desaparición hasta la restauración, pasando por una torre invertida tras el terremoto de Lisboa de 1755 (Torre de la Higuera). Hasta el momento de la construcción de estas torres, la costa estaba protegida solamente por una red de castillos situados en las villas del interior, como el de Lepe en este caso.

### Características
Se encuentra a 37 metros sobre el nivel del mar, a 2,4 kilómetros del Puerto de El Terrón y a 1,22 kilómetros de la orilla.
Tiene forma troncocónica, presentando aparejo de mampuestos mal careados. Tiene un escalón a media altura, que divide las dos fases de su construcción. La primera fase es maciza de piedra y la segunda de piedra y ladrillo.
La puerta de entrada, adintelada, está situada a 4,93 metros del suelo y da paso al zaguán. Esta disposición pretendía proteger a los torreros de un asalto directo al edificio y el acceso a la torre se realizaba mediante una escala de cuerda o madera que era posteriormente retirada. El vano de entrada, de 1,35 m por 0,57 m, está orientado hacia tierra y es de piedra caliza.
El zaguán es de planta rectangular, abarcando los 2,05 metros de grosor del muro, y está cubierto por una bóveda escarzana, careciendo del típico derrame del muro. Del zaguán parte una escalera hacia el terrado, que en este tipo de atalayas suele partir de la cámara. Otra peculiaridad de la escalera, de dieciséis peldaños protegidos por mamperlanes de madera, es que se adapta a la curva del muro, en lugar de ser de caracol.
La cámara de la torre presenta planta circular, de 4,60 metros de diámetro, y bóveda semiesférica, de aparejo de ladrillo a soga y tizón. En el suelo de la cámara se encuentra la boca de un pozo.
El terrado, de 7,10 metros de diámetro interior, está delimitado por un pretil, que carece de almenas artilleras. El toro de medio bocel que marca el inicio del mismo está compuesto por una doble hoja de ladrillo, la inferior a tizón y la superior a soga, por debajo de la cual arrojan el agua de lluvia hacia el exterior tres gárgolas. Sobre el terrado se encuentran un pretil de 48 cm de alto y 40 cm de ancho y la garita del último tramo de la estrecha escalera, embutida en el muro, que desemboca en este lugar desde el zaguán. Dicha garita presenta forma cuadrangular y se cierra con falsa cúpula, compuesta por aproximación de hiladas de lajas rocosas. Tiene unas medidas de 2,80 metros de altura, 1,80 metros de ancho y 1,63 de fondo y es un elemento significativo de la imagen de la torre por su tamaño, superior al de otras torres.

## Historia

### Construcción

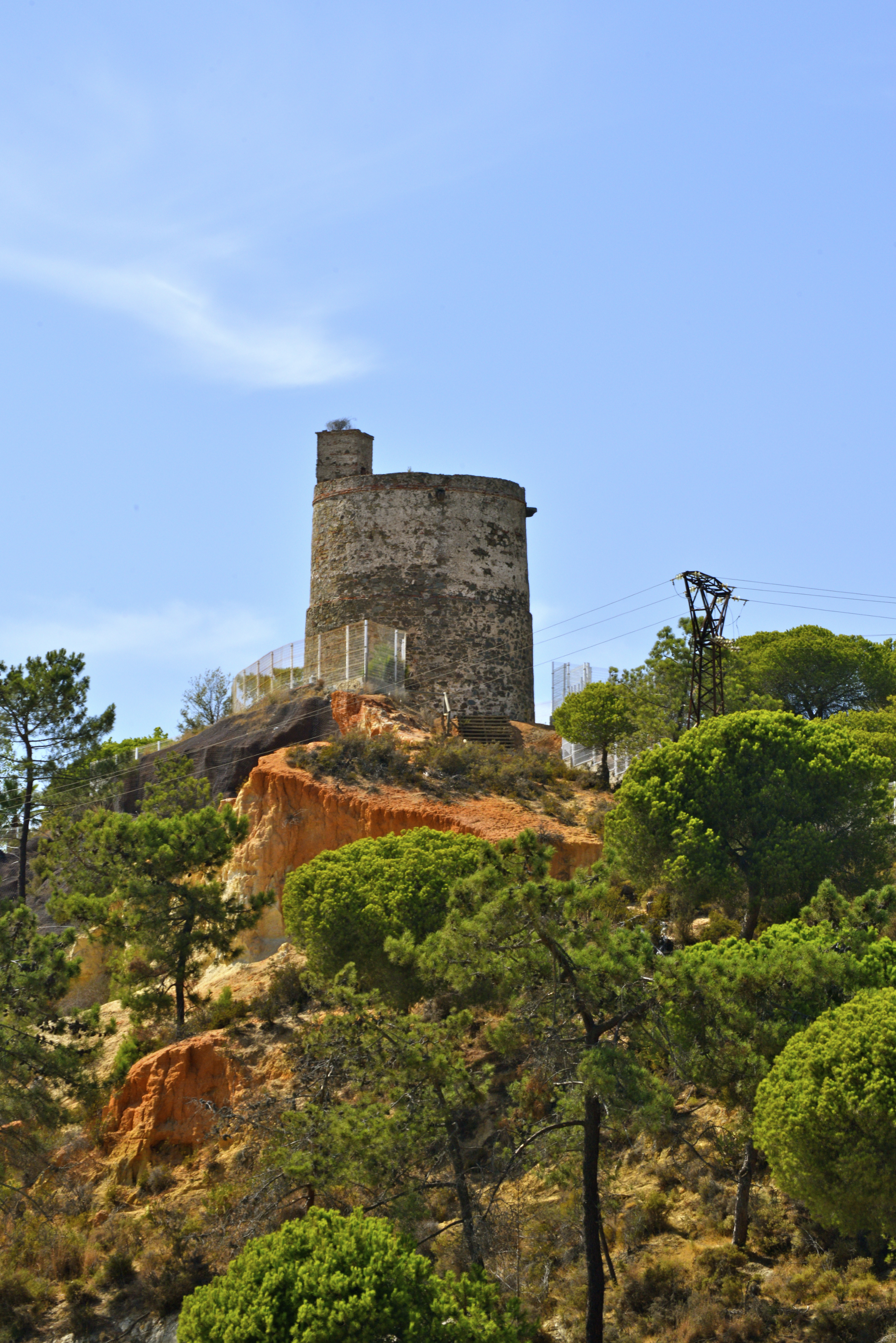
Vista de la torre del Catalán sobre el cabezo

La construcción de la Torre del Catalán se enmarca dentro del plan de Felipe II para defender la costa contra las incursiones de los piratas berberiscos mediante la construcción de torres almenaras. El Descubrimiento de América y el comercio con las indias provocó un aumento de la piratería en la costa atlántica de Andalucía en el siglo XVI. Ello provocó una serie de inspecciones y propuestas entre 1570 y 1576, que aconsejaban el alzamiento de dichas torres por toda la costa. El Comendador de Hornos, Luis Bravo de Lagunas, visitó las villas de la costa onubense y se reunió con los regidores de Lepe y el escribano público el 5 de agosto de 1577 para comunicar la orden real de levantar una torre de atalaya y fuerte en El Terrón y una de atalaya en Sierra Bermeja. Las autoridades locales se mostraron prestas a cumplir, pero posteriormente pleitearon contra la obligación de asumir los costes de construcción, por entender que beneficiaba más a la ciudad de Sevilla que a ellos mismos. Igual posición adoptaron el marqués de Ayamonte, el duque de Béjar, el conde de Miranda y el duque de Medina Sidonia.
La Corona envió en 1584 al licenciado Gilberto de Bedoya para que impulsara la construcción de las torres mediante el reparto y cobro de los costes correspondientes a los nobles. La expedición de Drake de 1587 en la bahía de Cádiz aumentó el interés en acelerar la construcción de las torres defensivas costeras y consta que la torre del Catalán se alzaba en junio de 1587 hasta una altura de veinte pies, es decir, unos 5,60 metros de altura. Gilberto de Bedoya fue retirado del proyecto y las obras quedaron paralizadas durante unos años. En 1590 el Consejo de Justicia emitió un auto que obligaba a los nobles a construir y pagar las torres y es tras la designación de Fernando Álvarez de Bohórquez como juez de comisión que se finalizan las obras de la torre del Catalán, ya concluida en una visita el 13 de junio de 1597. La construcción en dos fases se aprecia visualmente mediante un cordón de ladrillos que separa ambas y el menor diámetro de la fase superior, en la que se ubican la cámara, el zaguán y la escalera de acceso al terrado.
Como torre almenara, un visitador previó para ella en 1618 tres soldados de guardia, sin artillería, que sí sería presumiblemente ubicada en la Torre de El Terrón, más próxima a la boca del río Piedras. También en este año pareció haberse renunciado a la construcción de la Torre de Vaciatalegas, que estaría ubicada entre la del Catalán y la de Canela. El auxilio en la defensa de la costa a las torres del Catalán y El Terrón correspondía a la villa de Lepe, según se desprende de diversos informes de inicios del siglo XVII.

### Declive
En el siglo XVIII se inició el declive de la atalaya, debido principalmente a su alejamiento de la costa por la colmatación del estero ubicado a los pies de su acantilado. El terremoto de 1755, que derribó en Lepe 311 de las 382 casas existentes, aceleró este proceso y dejó la torre a un kilómetro de distancia de la orilla.
En 1720 constaba la dotación de tres personas en la torre y en 1739 se propuso dotarla de dos cañones de calibre de ánima 12, aunque no hay prueba documental ni estructural de dicha reforma. Al año siguiente del terremoto, en 1756, todavía constaba que la torre estaba en servicio, con un Capitán puesto por la Marquesa de Astorga. Durante el resto del siglo XVIII continuó apareciendo en los derroteros de la costa como «Torre del Catalán», aunque una propuesta de rehabilitación de las torres almenara de la costa de Huelva de 1820 indicaba que para esa fecha estaban en desuso, entre ellas la del Catalán. En peor estado estaba la cercana Torre de El Terrón, que en 1820 aparecía como «arruinada» y en 1900 como desaparecida, dejando a la Torre del Catalán como «el edificio más notable de esta parte de costa».

### Situación actual
La Torre del Catalán fue protegida por decreto de 22 de abril de 1949, que declara la protección de todos los castillos españoles. Fue inscrita como Bien de Interés Cultural, bajo la tipología jurídica de "monumento", el 29 de junio de 1985 y en 1993 fue incluida en el Catálogo Andaluz de Bienes de Interés Cultural.
El 14 de marzo de 2015, la Torre del Catalán formó parte del programa de visitas divulgativas Descubre tus fortalezas, promovido por el Colegio Oficial de Arquitectos de Huelva y la Diputación de Huelva.
El Ayuntamiento de Lepe adquirió la torre y su entorno, de aproximadamente 600 m², en una subasta realizada por la Agencia Tributaria en mayo de 2015, por un valor de 39 015,73 €. Tras la adquisición, la administración municipal acordó con Endesa en 2019 el alquiler de 320 m² adicionales durante veinticinco años, prorrogables automáticamente por periodos de cinco años y por una renta de 120 euros anuales. El objetivo de este acuerdo es crear un Centro de Interpretación de la historia y arquitectura defensiva del municipio en torno a la torre bajo el proyecto Puesta en valor y accesibilidad de la Torre del Catalán de Lepe y desarrollo de La Vera, presentado en FITUR 2020.

## En la cultura popular
- Aparece como elemento central de la serie La logia del catalán (2014), del creador y director David Díaz.[26]